# Herdin Hans Duden
Herdin Hans Duden (* 3. Februar 1898 in Jena) war ein deutscher Jurist,  nationalsozialistischer Politiker und Funktionär.

## Leben
Er war der Sohn des Chemikers Paul Duden und Enkel des deutschen Sprachforschers Konrad Duden. Er besuchte das Gymnasium in Hoechst und meldete sich 1914 als Kriegsfreiwilliger. Im Alter von 17 Jahren wurde er bereits zum Leutnant befördert. Nach Rückkehr aus dem Ersten Weltkrieg studierte er ab 1919 Rechtswissenschaften und lebte nach dem Staatsexamen von 1927 bis 1930 in den USA. Nach seiner Rückkehr nach Deutschland war er bei der Firma IG Farben in Ludwigshafen tätig. Im bereits fortgeschrittenen Alter von 34 Jahren trat er im August 1932 der Hitler-Jugend und zum 1. Mai 1933 der NSDAP bei (Mitgliedsnummer 2.543.529). In der Hitler-Jugend wurde er Führer des Oberbannes Nord-Baden in Mannheim.
1934 erfolgte seine Ernennung zum Prokuristen. Vier Jahre später wechselte Duden zur Hydrierwerke Pölitz AG und wohnte ab 1939 in Jasenitz. Er wurde Mitglied der Arbeitskammer und der Wirtschaftskammer Pommern. Ab September 1939 nahm er als Hauptmann am Überfall auf Polen teil und wurde bereits im Oktober 1939 unabkömmlich gestellt, um die Hydrierwerke weiter aufzubauen. 1940 wurde er Ratsherr in Stettin. Im Februar 1943 erfolgte seine Ernennung zum Wehrwirtschaftsführer. Zusätzlich trat er 1943 noch der SS bei, in der er bis zum Obersturmbannführer aufstieg.